# Druga suženjska vojna
Druga suženjska vojna ali tudi druga servilna vojna je bila neuspešna vstaja sužnjev proti Rimski republiki na otoku Siciliji. Vojna je trajala od leta 104 pr. n. št. do leta 100 pr. n. št. Bila je ena od treh suženjskih vojn, ki so se odvijale približno 30 let narazen.

## Ozadje
Konzul Gaj Marij je novačil vojake za vojno proti kimbrom in Tevtonom na severu. Zaprosil je za podporo kralja Nikomeda III. Bitinijskega blizu rimske province Azije; vendar je Nikomed zavrnil, češ da so rimski pobiralci davkov zasužnjili vsakega sposobnega moškega v Bitiniji, ker niso mogli plačati svojih dajatev. Rimski senat je odgovoril z izdajo ukazov, da se ne smejo jemati sužnji med rimskimi zavezniki in da je treba vse takšne sužnje takoj osvoboditi.
Propraetor Publij Licinij Nerva je v skladu z ediktom takoj osvobodil (to je, manumitiral) okoli 800 sužnjev v svoji provinci Siciliji. Poleg tega, da je to prebudilo nezadovoljstvo med sužnji drugih narodnosti, ki niso bili osvobojeni, je to povzročilo odtujitev sicilijanskih lastnikov plantaž, ki so videli, kako so jim njihovi človeški sužnji brez ceremonije vzeti iz rok. Prestrašen, je Nerva preklical manumisijo, kar je izzvalo suženjsko prebivalstvo k uporu.

## Salvij Trifonov
Nerva ni uspel odločno reagirati; z lažnimi obljubami mu je uspelo vrniti eno skupino upornikov v suženjstvo, medtem ko je zanemaril resnejši izbruh blizu Herakleje. Sčasoma je Nerva poslal oddelek 600 vojakov, da bi se spopadli z uporniki blizu Herakleje, vendar so bili poraženi in pobiti; sužnji so zdaj pridobili samozavest, saj so dobili veliko zalogo orožja in močnega vodjo, nekdanjega sužnja po imenu Salvij. Po zgledu prejšnjega suženjskega vodje Evnusa (glej prva suženjska vojna), ki se je razglasil za Antioha iz selevkidske linije, je prevzel ime Trifonov, po Diodotu Trifonu, selevkidskem vladarju.
Po zmagi je Salvij oblegal mesto Morgantina. Nerva je zdaj z sicilijansko milico krenil proti njemu, vendar je bil tudi poražen. Sužnjem je nato uspelo zavzeti mesto. Po Morgantini se je Salvijeva suženjska vojska povečala na 2.000 konjenikov in 20.000 pešcev. Medtem je izbruhnil še en upor v zahodni Siciliji; tam se je uprl Atenion iz Kilikije, kilikijski suženj s kariero, podobno Kleonovi glej prva suženjska vojna. Svojo suženjsko vojsko je odpeljal, da bi se pridružil Salviju, ko je slišal za zmago pri Morgantini.

## Lukul
Leta 103 pr. n. št. je senat poslal pretorja Lucija Licinija Lukula, ki je pravkar zatrl upor v Kampaniji (Vettianov upor), da bi zatrl upor. Lukul, na čelu 17.000 močne rimske in zavezniške vojske, je pristal v zahodni Siciliji in krenil proti uporniški trdnjavi Triocala.

### Bitka pri Skirteji
Ko je Salvij Trifonov, kralj sužnjev, slišal za Lukulov prihod, se je želel upreti Rimljanom znotraj Triocale. Njegov general Atenion pa ga je prepričal, naj se ne skriva, ampak se namesto tega sooči z Rimljani v odprti bitki. Uporniki so se odpravili naproti Lukulu in se utaborili pri Skirteji, 12 mi (20 km) oddaljeni od rimskega tabora in naslednji dan sta se obe strani postavili v bojni vrsti. Po Diodoru je Trifonova vojska štela okoli 40.000 mož.
Po številnih spopadih se je začela glavna bitka, ko sta se vojski približali in se spopadli. Sprva se je zdelo, da bodo uporniki potisnili Rimljane nazaj z Atenionom in njegovo konjenico, ki sta Luculu povzročila velike izgube na bokih. Vendar pa, ravno ko se je zdelo, da bi sužnji lahko zmagali, je bil Atenion ranjen in je padel s konja. Moral se je pretvarjati, da je mrtev, da bi se rešil. Uporniki, verujoč, da je njihov general mrtev, so izgubili pogum in pobegnili. Salvius Trifonov, videč svojo vojsko razbito, se je obrnil in se jim pridružil v begu nazaj v Triocalo. Kasneje tisto noč, pod okriljem teme, je ranjeni Atenion pobegnil z bojišča. Z tisočimi sužnjev pobitimi v razsulu, Diodor ocenjuje, da je ob padcu noči ležalo mrtvih okoli 20.000 upornikov, polovica Trifonove vojske.

### Obleganje Triocale
Po bitki se je Lukul počasi, a zanesljivo prebijal do Triocale, obnavljajoč rimsko oblast med svojim pohodom. V Triocali so se uporniki utrdili; Lukulje začel obleganje, medtem ko je čakal na podaljšanje svojega poveljstva, a ko je slišal, da je bil zamenjan, je kljubovalno končal obleganje, požgal svoja oblegovalna dela, tabor in zaloge, se umaknil in razpustil svojo vojsko. Lukulje to storil, da bi otežil nalogo svojemu nasledniku, Gaju Serviliju Avgurju; Lukul je nameraval, z zagotavljanjem neuspeha svojega naslednika, dokazati svojo nedolžnost glede kakršne koli domnevne nesposobnosti.

### Drugo
Po delu Deipnosophistae (zgodnje 3. stoletje n. št.), ki se nanaša na Posidonija, se omenja velik upor sužnjev, ki se je zgodil v rudnikih Laurion okoli časa druge suženjske vojne na Siciliji.

## Atenion
Leta 102 pr. n. št. je Atenion, ki je po Salvijevi smrti (umrl je po prejšnji bitki) nasledil kot kralj sužnjev, uspel presenetiti tabor Gaja Servilija; Servilijeva vojska je bila razbita in razpršena, kar je razveljavilo vse Luculove prejšnje uspehe.

## Upor zatrt
Končno, leta 101 pr. n. št., je rimski konzul Manij Akvilij (konzul 101 pr. n. št.) dobil poveljstvo proti upornikom na Siciliji. Starejši konzul, Gaj Marij, je Akviliju poslal več kohort iz svoje vojske v Galiji. S temi četami in četami, ki jih je rekrutiral, opremil in usposobil na poti, mu je uspelo premagati Atenionovo suženjsko vojsko ob prihodu. Domnevno je Ateniona ubil z lastno roko. Upor je bil zatrt, 1.000 sužnjev, ki so se predali, pa je bilo poslanih v boj proti zverem v areni v Rimu za zabavo prebivalstva. V kljubovanje Rimljanom so se zavrnili boriti in so se tiho pobili s svojimi meči, dokler se zadnji ni vrgel na lastno rezilo. To je bila druga v nizu treh suženjskih uporov v Rimski republiki, ki so jih poganjale iste zlorabe na Siciliji in v južni Italiji.